# Vanilla palmarum
Vanilla palmarum é uma espécie de orquídea de hábito escandente e crescimento reptante que existe de Cuba ao sul do Brasil. São plantas clorofiladas de raízes aéreas; sementes crustosas, sem asas; e inflorescências de flores de cores pálidas que nascem em sucessão, de racemos laterais.
Esta espécie pode ser reconhecida entre as Vanilla por apresentar caules comparativamente mais delicados, labelo claramente trilobado, mais curto ou do mesmo comprimento que as sépalas; grandes folhas levemente membranáceas e reticuladas, ovaladas; e flores comparativamente menores, porém bem abertas; ovário trigonado com calículo na extremidade. Geralmente são encontradas vivendo epífitas em palmeiras.